# Земетресение в град Мексико (1985)
Мексиканското земетресение става на 19 септември 1985 и нанася тежки поражения в град Мексико.
Земетресението е с магнитуд 8,1, а епицентърът му е в щата Мичоакан. Жертвите са 10 000 загинали и 30 000 ранени, като 95 000 души остават бездомни. Материалните щети се оценяват на 4 милиарда американски долара. Земетресението е почувствано и в Лос Анджелис, Калифорния.
Разрушени са 416 сгради, а над 3000 са сериозно увредени.
Земетресението се случва в Тихия океан близо до бреговете на Мексико и на около 350 км от град Мексико.

## Известни хора жертви на земетресението
- Лелята, чичото, племенникът и двама от братовчедите на Пласидо Доминго стават жертва на земетресението.
- Рок музикантътРодриго Гонзалес загива по време на земетресението.